# 芸人同棲
『芸人同棲』は、テレ朝動画で2013年1月から2017年3月まで配信されていた日本のリアルドキュメントバラエティ番組。

## 概要
毎週火曜日18時に更新される無料動画。
訳あって解散してしまったピン芸人たちがコンビを組みたいという意志のもと7泊8日のお笑い合宿形式にてコンビもしくはトリオが結成される過程を追うリアルドキュメント番組。その際、司会であるライセンスが合宿初日までの間に参加するピン芸人の紹介などを行い、最終日にコンビ結成する瞬間を見届けている。
スタジオメンバーは当初ライセンスのみだったが、シーズン2からは大谷澪がアシスタントで参加。シーズン3からアシスタントが大谷澪から菊地亜美（元アイドリング!!!）に交代した。VTR中に度々、演出を担当している両角誠がディレクターの声として出演しているのが特徴。
2016年時点では、テレ朝動画だけでなくCSテレ朝チャンネル1、GYAO!、AbemaTV、YNNでも配信されていた。
シーズン5のみエディオンが一社提供としてスポンサード。
シーズン1からシーズン8までで計12組のコンビが結成されたが、2018年5月のおばけザウルスの解散を最後に、その全てのコンビが活動を終了した。

## 出演者
スタジオキャスト
- ライセンス（2013年1月 - ）
- 大谷澪（2013年6月 -  2013年11月）
- 菊地亜美（2013年12月 - ）
- 大川藍（2016年8月）

シーズン1　2012年11月-2013年5月配信
※芸歴、年齢は面接時のもの。
GO!皆川（元ぺぺ、元カントリーロード）
国場（元ちんぺい、元タネンチュ国場、元南国姉妹）
ヤスタケ（元ラフコン、元ちんぺい、元ヤスタケコレクション）
エーケー（元ふりーとりっぷ、元イイかげん）
ソフトボックス安永
ゆっちゃん（元ちんぺい、元フラッパー☆）
なめたらいかんぜよ。MARI（元マーマレード、元パンドラ）
浅井ひろみ
田中聡美（らぶりーぼんぼん、元ゴットぷにぷに）
かたつむり林（かたつむり）
当シーズンで結成：ちんぺい（ヤスタケ、国場、ゆっちゃん）
シーズン2　2013年5月-2013年11月配信
岡部（かたつむり、元ぺぺ、元町のベーカリーズ、元ブレーメン）
たくぴょねす（元猫足バスタブ、元メルヘン倶楽部）
市川こいくち（元まさむね）
絵鳩恵（元青春禁止）
こやつタイム（元おばけザウルス、元北京ダックス）
小川あかね（元猫足バスタブ、元青春禁止）
エンドウコウキ（元トロイメライ、元Bergerac）
小学15年生
ポニー福元（元マーマレード、元アリスオンデマンド）
なめたらいかんぜよ。MARI
GO!皆川
当シーズンで結成：ペペ（岡部、GO皆川）、猫足バスタブ（たくぴょねす、小川あかね）、マーマレード（なめたらいかんぜよ。MARI、ポニー福元）
シーズン3　2013年12月-2014年8月
ボーイ（元そなた(現:松尾)、元マスタング）
森本大百科（元森のきのこ、元ベンガルトラ、元鬼瓦団十郎）
しいたけ（元森のきのこ、元ピアニカ）
セミリタイア伊藤（官兵衛、元ブレイブマン、元らんちきハイツ）
鈴木ララバイ
はぎちゃん（元シャインハッピー、元フランキー、元花金バーナード、元古都ボーイズ、元ツインゴリラ）
吉田圭祐（元アッパレード、元ブレイブマン、元古都ボーイズ、元イッツビリー、元リンダスター）
SAKU（元まぼろしのアレ、元花金バーナード、元あしゅら）
なったん（忍者なったん、元あいきょう、元おやこーこー）
長谷川大祐（元二人）
田舎はるみ（元おばけザウルス）
当シーズンで結成：花金バーナード（はぎちゃん・サク）、ブレイブマン（セミリタイア伊藤、吉田圭祐）、森のきのこ（森本大百科、しいたけ）、おばけザウルス（こやつタイム、田舎はるみ）
シーズン4　2014年9月-2015年2月
けんじる（元フクロトジ）
いわし（現・いわしてんぐ、元テンテン）
ボーイ
ジュエリー志織
こやつタイム
阿部直也（元ピケ、元笑鷺）
フレンドリー田崎（シンレンサイ、元THE EARTH）
田舎はるみ
広田陽（元おともだち、元リリアン、元マニッシュガーリー）
悟
シシオガイ
シーズン5　2015年3月-2015年9月配信
ハリキリちゃん（タニャロー、元ルルル、元ぶるんぼ、元マニッシュ、ハリキリボーイ武田）
もぐらゆうじ
サカモト's（元ジャム）
ポイズン反町（現シカゴ実業、元ルルル、元マナティズ）
ゲラゲラ星人(元鬼小町、元マリネロ）
みむらくん（元カエ〜ンホーシャキ）
スターShow☆Go!!（元スマンゴMEN、元ボスザル）
はつだ（元ひょうきんぼし、元ヒップ☆スター）
引本泰介（元ワスレナグサ、元ラプトルズ、元ハミングモン）
横谷シーラカンス（元ビルトイン、元二人）
Maejima（元ウサギとトカゲ、元イスタンブール）
阿部直也
当シーズンで結成：ルルル（ハリキリちゃん、ポイズン反町）、スマンゴMEN（サカモト's、スターShow☆Go!!）
シーズン6　2015年9月-2016年5月
三浦友加（元サンゴショウ、元サンゴ礁）
グリフォン國松（イージードゥダンサーズ、ぐりtoとく、元アイカギ、元ブリの白子）
山井祥子（エレガント人生、元トーキョー少女）
なかやまきとら（元トランプ少年）
かるび
ジュエリー志織
親方（元ずんだモーニング、元おくとぱす85、元スーパーギャルズ）
ぎんちゃん（元トランプ少年）
ぶんご(那由多)
椎木ゆうた（世間知らズ）
イツキ・マクベス
木村貴政（サザンクロス、旧・シシオガイ）
当シーズンで結成：トランプ少年（ぎんちゃん、なかやまきとら）
シーズン7　2016年5月-2016年9月
前シーズンまでに組んだコンビ（番組外で組まれた物も含む）が出演し、スキルアップに挑戦している。ちんぺい、ぺぺ、ブレイブマン、おばけザウルス、トランプ少年、トーキョー少女、世間知らズ
入れ替え戦後に参加
トロイメライ、THE GREATEST HITS、フランキー、ラフコン
シーズン8　2016年9月-2017年3月
西島永悟（元シンガリ、元エリートヤンキー）
松下しんぺー（テンポイント、元アルドルフ）
おばたのお兄さん（元ひので）
りんたろー。（EXIT、元ベイビーギャング）
アンテナ元気（元シンガリ、元サヨナラダンス）
お野菜太郎（元エレベーターマンション）
マカロ西池
てつみち（元フクロトジ）
ひょっこりはん（元ダイキリ）
サカモト's（元スマンゴMEN、元ジャム）

## 芸人同棲メンバーのNSC出身期
東京NSC6期生《大阪23期と同期》
東京6期：けんじる
名古屋：市川こいくち
東京NSC7期生《大阪24期と同期》
東京7期：てつみち
東京NSC8期生《大阪25期と同期》
東京8期：ヤスタケ※
名古屋：いわし
東京NSC10期生&大阪NSC27期生
東京10期：GO!皆川、岡部、かたつむり林、たくぴょねす※、三浦友加
大阪27期：ボーイ※
大阪NSC28期《東京11期と同期》
森本大百科、ハリキリちゃん
東京NSC12期生&大阪NSC29期生
東京12期：タネンチュ国場※、ジュエリー志織
大阪29期：しいたけ※、もぐらゆうじ※
東京NSC13期生＆大阪NSC30期生
東京13期：ゆっちゃん※、こやつタイム、阿部直也 、ぶんご
大阪30期：セミリタイア伊藤、鈴木ララバイ
東京NSC14期生&大阪NSC31期生
東京14期：エーケー※、ソフトボックス安永※、なめたらいかんぜよ。MARI、フレンドリー田崎 、親方
大阪31期：はぎちゃん、吉田圭佑※、サカモト's、ポイズン反町
東京NSC15期生&大阪32期生
東京15期：田中聡美
大阪32期：サク、なったん、ゲラゲラ星人、みむらくん※、スターShow☆Go!!
東京NSC16期生&大阪33期生
東京16期：浅井ひろみ※、絵鳩恵※、エンドウコウキ、小川あかね※
大阪33期：長谷川大祐、田舎はるみ※、はつだ、横谷シーラカンス、引本泰介 、グリフォン國松
名古屋：広田陽
東京NSC17期生《大阪34期と同期》
東京17期：小学15年生※、ポニー福元、ぎんちゃん
名古屋：悟
東京NSC19期生&大阪36期生
東京19期：シシオガイ（木村貴政）（未来では月面よしもと所属・NSC119期生） 、山井祥子、椎木ゆうた、イツキ・マクベス
大阪36期：Maejima※
東京NSC20期生《大阪37期と同期》
東京20期：なかやまきとら※、かるび※
※は現在芸人を辞めている。

## スタッフ
- ナレーション：あべこうじ
- 構成：八代丈寛、堀江B面、中藤洋
- 企画：渕勇二（テレビ朝日）/山地克明（よしもとクリエイティブ・エージェンシー）
- 制作進行・ロケCAM：吉田耕一郎
- MA音効：井上将
- EED：井筒和弘
- 技術協力：スウィッシュジャパン、トラッシュ、タイムリー
- AP：清水智晴（テレビ朝日）、石川博章（テレビ朝日）、山中さやか（テレビ朝日）
- ディレクター：齊藤良彦（インディ・アソシエイツ）
- 演出：両角誠
- プロデューサー：渕勇二（テレビ朝日）、近藤陽子（よしもとクリエイティブエージェンシー）、小野剛司（インディ・アソシエイツ）
- 制作著作：テレビ朝日、吉本興業

### 過去のスタッフ
- ロケCAM：長篤志、関谷優作
- AD：今麻美、松野亮、渡辺友果、吉村安裕、田口順正、福島拓弥、菊原吏琴、山縣悠己
- AP：竹田晴美
- プロデューサー：高畑正和（よしもとクリエイティブ・エージェンシー）、亀井俊徳（よしもとクリエイティブエージェンシー）、脇元皓暉（よしもとクリエイティブエージェンシー）